# Преганцьоль
Преганцьоль (итал. Preganziol) — коммуна в Италии, располагается в провинции Тревизо области Венеция.
Население составляет 15 921 человек (на 2004 г.), плотность населения составляет 665 чел./км². Занимает площадь 22 км². Почтовый индекс — 31022. Телефонный код — 0422.
Покровителем коммуны почитается святитель Урбан I, папа римский, празднование 25 мая.